# Mycosphaerella harthensis
Mycosphaerella harthensis är en svampart som först beskrevs av Bernhard Auerswald, och fick sitt nu gällande namn av Mig. 1913. Mycosphaerella harthensis ingår i släktet Mycosphaerella och familjen Mycosphaerellaceae.   Inga underarter finns listade i Catalogue of Life.